# Botez
Botezul este un ritual care - în creștinism - din perioada Noului Testament și în aproape toate confesiunile creștine reprezintă modalitatea de intrare vizibilă în comunitatea creștină. În Biserica Catolică, în Biserica Ortodoxă și în Bisericile Vechi Orientale botezul reprezintă una din cele șapte taine (sacramente).

## Etimologia
Cuvântul grec folosit în Noul Testament pentru botez este baptízein (βαπτίζειν) iar acesta înseamnă atât a cufunda, cât și a scufunda. Pentru folosirea termenului cu acest sens în literatura greacă există nenumărate dovezi începând cu Platon (secolul 4 î. Hr.). În Septuaginta, traducerea greacă a Vechiului Testament, termenul baptízein (βαπτίζειν) apare doar de 4 ori. O singură dată IV Regi 5,14 se referă la scufundarea unui om în apă pentru o curățire rituală.
Iosif Flaviu întrebuințează termenul baptismós (βαπτισμός) - Botez - în cadrul relatării sale despre Ioan Botezătorul .

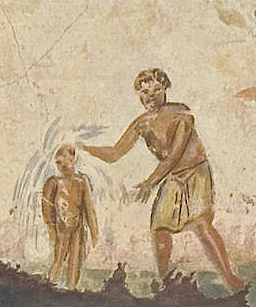
Una din primele reprezentări ale botezului în arta creștină, Catacomba lui Calixtus
(sec. al III-lea)

Cuvântul Botez a fost puternic impregnat de tradiția creștină și de aceea este aproape permanent echivalat cu expresia botez creștin. Deoarece există și în alte religii ritualuri purificatoare cu apă trebuie ca termenul botez să poată fi folosit doar cu prudență deosebită pentru curățirile sau spălările rituale cu apă din exteriorul creștinismului.

## Forme precreștine
Autorii Noului Testament pleacă de la supoziția că botezul este un fenomen cunoscut. Punctele de plecare ale practicii nou-testamentare sunt:

### Vechiul Testament
Naaman, căpetenia oștirii regelui Siriei care era bolnav de lepră, s-a cufundat de șapte ori în apele Iordanului, împlinind porunca proorocului Elisei pentru a-și vindeca boala și a recâștiga curăția trupească. (IV Regi 5, 1-16).
Și proorocul David, autorul psalmilor, amintește atât de o curățire interioară de păcate prin stropirea cu isop, cât și de o spălare a trupului care au ca efect direct, după cum lasă să se înțeleagă versetul 8 al psalmului 50, iertarea efectivă a păcatelor.

### Iudaism
Comunitatea din Qumran nu a fost singura comunitate iudaică care a prezentat similitudini practice față de botezul creștin în privința pocăinței, a curăției exterioare, a purificării interioare și a îndemnului spre înnoirea vieții. Și esenieni au cunoscut rituri asemănătoare. Spălările rituale au fost făcute în numele lui Dumnezeu și aveau loc în mod regulat, din câte  se poate presupune astăzi, erau chiar zilnice Riturile botezului din comunitățile iudaice a putut fi efectuat de oricine și nu necesita o mărturisire publică. Totuși, prima dintre aceste spălări rituale reprezenta includerea oficială a unui novice în comunitatea respectivă.
În Talmud este prescrisă obligativitatea unei spălări rituale mikweh pentru refacerea curăției rituale. Iar începând cu a doua jumătate a primului secol creștin există dovezi despre un așa-numit botez al prozeliților.
Deosebirile botezului creștin față de practica iudaică constau, în primul rând, în unicitatea efectuării botezului, cât și în mărturisirea de credință publică față de Iisus Hristos. În afară de aceasta, în spălarea rituală iudaică lipsește persoana consacrată care efectuează spălarea. Deoarece Josephus Flavius folosește termenul βαπτισμός doar pentru botezul lui Ioan și nu pentru spălările rituale efectuate de sectele amintite de el se poate deduce că chiar din acea perioadă s-a văzut o deosebire esențială între aceste rituri.

## Botezul în Noul Testament

### Botezul lui Ioan
Primul botez, care este menționat în Noul Testament, este botezul lui Ioan. Ioan a primit titlul de Botezătorul din pricină că boteza lumea. Botezul efectuat de Ioan avea loc în apa Iordanului și presupunea o mărturisire a păcatelor și o pocăință interioară având ca scop iertarea păcatelor. (Matei 3:16; Marcu cap. 1; Luca cap. 3)
Iisus s-a botezat de către Ioan, după cum mărturisesc evangheliile. Chiar și unii dintre ucenicii lui de mai târziu au fost botezați de către Ioan care i-a făcut atenți asupra mielului lui Dumnezeu, cel ce ridică păcatul lumii. În perioada următoare au botezat, după cum relatează Evanghelia după Ioan (Ioan cap. 4) atât Ioan, cât și o parte din ucenicii lui Iisus.
În Faptele Apostolilor (Apostolilor 19:1-7) ni se relatează că Pavel din Tars întâlnește în Efes pe ucenicii lui Ioan Botezătorul. După ce aceștia i-au relatat despre botezul săvârșit de ei în numele lui Ioan, Pavel le explică că Ioan a botezat cu un botez al pocăinței și că a arătat tuturora să creadă în Cel ce avea să vină după el, adică în Iisus Hristos. Iar acei ucenici ai lui Ioan s-au botezat în numele Domnului Iisus.

### Botezul în comunitatea primară din Ierusalim
Evanghelia Sfântului Matei se termină cu porunca de a propovădui și răspândi credința creștină în toată lumea. Încununarea acestei activități fiind botezul în numele Sfintei Treimi:
"Și apropiindu-Se Iisus, le-a vorbit lor, zicând: Datu-Mi-s-a toată puterea, în cer și pe pământ. Drept aceea, mergând, învățați toate neamurile, botezându-le în numele  Tatălui și al Fiului și al Sfântului Duh, învățându-le să păzească toate câte v-am poruncit vouă, și iată Eu cu voi sunt în toate zilele, până la sfârșitul veacului. Amin. Evanghelia Sfântului Matei 28,18-20
Formula după care trebuie efectuat botezul apare doar în acest citat al Noului Testament. În pofida numeroaselor convertiri relatate de Faptele Apostolilor sau de scrisorile pauline această formulare nu mai este menționată. Acolo unde actul botezului este descris mai amănunțit apare doar menționarea că el este săvârșit "în numele lui Iisus Hristos" (FAp 2,38 8,16 10,48 19,5 Rom 6,3 Gal. 3,27).
Sfântul Petru cheamă oamenii la botez chiar în prima lui predică rostită în ziua cincizecimii: el le făgăduiește darul Sfântului Duh acelora care se vor pocăi și se vor boteza spre iertarea păcatelor:
"Iar Petru a zis către ei: Pocăiți-vă și să se boteze fiecare dintre voi în numele lui Iisus Hristos, spre iertarea păcatelor voastre, și veți primi darul Duhului Sfânt. Căci vouă este dată făgăduința și copiilor voștri și tuturor celor de departe, pe oricâți îi va chema Domnul Dumnezeul nostru." (FAp 2, 38-39).
Filip l-a propovăduit pe Iisus Hristos și cei care au crezut s-au lăsat botezați. (FAp  8,12). Faptele Apostolilor ne relatează că marele dregător al Candachiei, regina Etiopiei a fost întrebat despre despre înțelegerea corectă a scripturilor, iar după ce îi este propovăduită Evanghelia despre Iisus Hristos este botezat de către Filip. (Fa 8,27-39).
În Epistola către Romani, Sfântul Pavel ne prezintă botezul ca fiind îngropare și înnoire a vieții. Botezul este în învățătura lui o retrăire a îngropării și învierii lui Hristos. În această relatare se găsește și o dovadă clară a ritualului inițial al botezului săvârșit prin scufundare. (Romani 6).
Botezul este strâns legat de harul Sfântului Duh. Ioan Botezătorul l-a indicat pe Iisus Hristos ca fiind cel care botează cu Duhul Sfânt și cu foc: Evanghelia Sfântului Matei 3,11. Sfântul Apostol Petru a propovăduit primirea Sfântului Duh ca urmare a botezului. (FAp 2,38-39). Iar pogorârea Sfântului Duh peste Cornelius și a altor neiudei i-a convins pe creștinii proveniți dintre iudei că și neiudeii pot fi botezați, căci Sfântul Duh se va revărsa și asupra lor. ( FAp.  10,45)

### Sensul botezului
Conform învățăturii Sf. Pavel, cel care vine spre botez este făcut părtaș - prin taina botezului - morții și învierii lui Hristos. În mod simbolic, apa botezului omoară și învie simultan. Cel botezat se face părtaș învierii lui Hristos (Romani 6) și devine o parte a trupului universal al lui Hristos (1 Cor 12,13). Botezul este simbolul împăcării dintre Dumnezeu și oameni realizată prin moartea pe cruce și prin învierea lui Iisus Hristos. Cum moartea și învierea lui Hristos s-au petrecut doar o singură dată pentru mântuirea lumii, așa și botezul are loc doar o singură dată spre mântuirea celui ce vine la botez și nu necesită repetare. Credința este, de asemenea, necesară pentru dobândirea mântuirii. Aceasta, ca dar al Sfântului Duh, îl arată pe cel botezat ca parte a Bisericii, conducându-l spre libertatea Fiului lui Dumnezeu.

## Dezvoltarea istorică

### Biserica veche

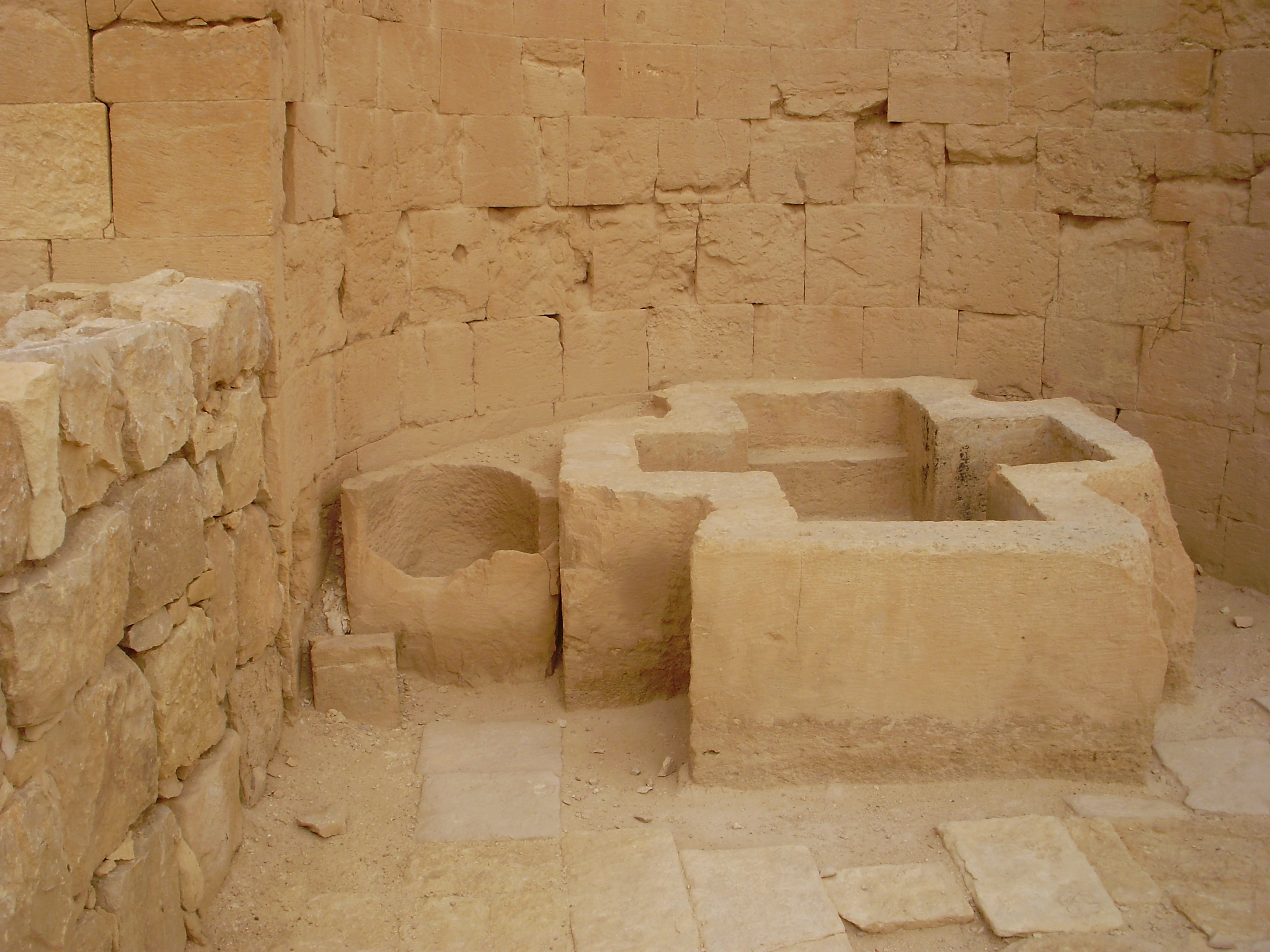
Baptisteriu în formă de cruce / Basilika din Subaita (Negev)

Cine s-a botezat în primele decenii de existență ale creștinismului a făcut aceasta cu credința ca a doua venire a lui Hristos va avea loc imediat. Prin botez cel botezat era scos de din contextul păgân și înglobat lui Iisus Hristos lucru exprimat prin formula εις χριστον ιησουν („în Hristos Iisus“). Și era pecetluit de Hristos prin Duhul Sfânt (Efe. 4,30)și integrat trupului acestuia(1 Cor  12, 12-14). Foarte des se botezau toți membrii unei familii inclusiv slugile și sclavii.
Legată de botez a fost întotdeauna și mărturisirea credinței care în forma ei cea mai veche este amintită în epistola către Romani: κύριος Ιἠσοῦς – Kyrios Iisus - Iisus [este] Domnul.(Rom 10,9).
Părinții apostolici au considerat botezul drept poarta de intrare în religia creștină.. Iustin Martirul și Filozoful definește botezul ca fiind o circumcizie spirituală și o purificare morală: "Sufletul este cel care trebuie botezat, renunțând la mânie, la lăcomie, la invidie și la ură, și atunci trupul va deveni pur" Pe când relatările biblice fac referință doar la un botez în numele lui Iisus Hristos, Biserica primară a aplicat consecvent dispoziția dată de Mântuitorul Hristos (Mt. 28,19) și a botezat "în Numele Tatălui și al Fiului și al Sfântului Duh".
În primele veacuri creștine botezul a avut loc doar în noaptea Paștilor pentru a evidenția clar legătura dintre el și moartea și învierea lui Hristos. În creștinismul vechi actul botezului avea loc prin imersia completă a celui botezat în apă. Până în secolul al XII-lea aceasta a fost și forma standard de botez practicată inclusiv în biserica romano-catolică. În caz de necesitate, s-a acceptat, încă din secolul al doilea, botezul prin stropire. El putea fi efectuat în această formă în situații în care afundarea completă în apa botezului nu era posibilă.(De ex. în caz de boală, în vremea persecuțiilor, în cazul morții inevitabile).
Primele menționări documentare ale botezului copiilor se găsesc în regula canonică Baptismus infantium a Sfântului Ipolit. Acceptul acestei practici a fost destul de controversat. Unul dintre cei mai profilați autori care a combătut această practică a fost Tertulian.
 La începutul secolului al 3-lea Ciprian al Cartaginei și Tertulian erau de părere că prin botez se restaurează asemănarea cu Dumnezeu a omului care fusese distrusă de păcatul strămoșesc. Cu toate că din punct de vedere teoretic ar fi fost de ajuns - la fel ca în cazul apostolilor despre care Biblia nu relatează că ar fi fost botezați de Hristos - credința în Iisus Hristos, totuși - datorită poruncii botezării neamurilor dată de Iisus Hristos - botezul este obligatoriu pentru toți credincioșii.
Aceiași teologi au dezbătut, în așa-numita dispută asupra botezului, s-au ocupat și cu problema recunoașterii botezurilor efectuate de episcopii din afara comuniunii euharistice a bisericii. Consensul s-ar realizat prin acceptarea formulei trinitare a botezului, care a constituit baza unei recunoașteri sau respingeri a botezurilor efectuate în afara comuniunii ecleziale.
Primirea Sf. Duh, care era, la început, asimilată actului botezului, a început să fie privită în aceeași perioadă - ca reacție la curentele gnostice din antichitatea creștină - drept o etapă deosebită în viața spirituală care se obținea printr-o punere specială a mâinilor și însemnarea cu hrisma prin ungerea cu untdelemn. Sub influența altor forme cultice din antichitatea târzie, ritualul botezului s-a îmbogățit cu elemente suplimentare: haine albe pentru cel botezat, lepădările de Satana. Și a început să fie considerat taină (gr. μυστηριον, lat. sacramentum).
Denumirea pe care biserica veche a dat-o botezului "luminare" (greacă phôtismós) provine din 2. Cor. 4,6. Termenul clarifică schimbarea ontologică a celui botezat care vine din întunericul necredinței în lumina credinței și a cunoașterii.
Aurelius Augustinus vedea în botez lucrarea lui Iisus Hristos drept cuvânt vizibil și lucrarea harului invizibil, care, prin actul vizibil al botezului, aduce lucrarea mântuitoare. Lucrările sacramentale dau celui botezat, întocmai ca o ștampilă, structura omului nou. Augustin a formulat învățătura despre botez ca fiind lucrarea mântuitoare care lucrează împotriva păcatului strămoșesc.

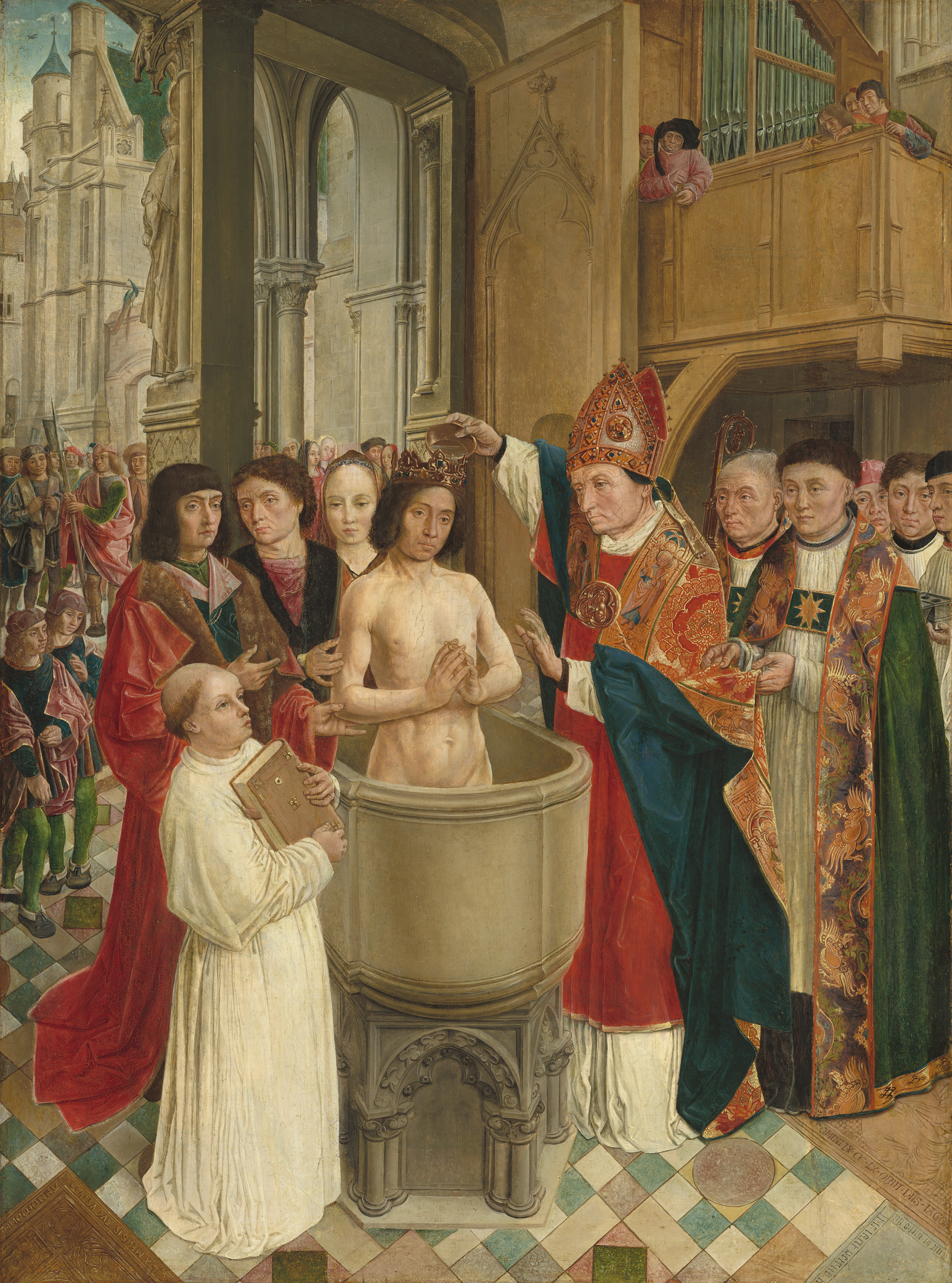
Botezul lui Clovis (în 496) de către Sf. Remi

Începând din secolul al VI-lea s-a generalizat botezul copiilor, iar catehumenatul a fost înlocuit treptat de instituția nașului (persoana adultă care afirmă credința în locul copilului care urmează a fi botezat).

### Evul Mediu
Scolastica a folosit formula aristotelică a relației dintre materie (apa botezului)  și formă (formula botezului) pe teoria lui Augustin.  Thomas de Aquino l-a descris pe Dumnezeu drept "cauza principală" și apa botezului drept "cauza instrumentală"  a acțiunii harului pentru iertarea păcatului strămoșesc. A treia componentă necesară unui botez valabil este intenția (intensio) de a săvârși botezul din partea sacerdotului. Această învățătură a fost propovăduită în bula papală  Exsultate Deo și a rămas valabilă până astăzi în biserica romano catolică.  Ca urmare, în locul scufundării  complete, s-a răspândit în Evul Mediu, în spațiul vestic, stropirea cu apă. În biserica francă și cea italiană botezările prin stropire erau o practică obișnuită și au avut loc încă din Evul Mediu timpuriu, după cum ne prezintă  imaginile arheologice care s-au păstrat în aceste locuri și care au fost datate ca fiind din secolul al IV-lea.
Bisericile ortodoxe au rămas până azi la înțelegerea botezului ca taină (misteriu), care permite împărtășirea din celelalte taine. Sfântul Chiril al Ierusalimului descrie în catehezele sale pentru catehumeni  cum cel botezat se face părtaș în mod tainic vieții și morții lui Iisus Hristos. Astfel cele trei scufundări în apă simbolizează cele trei zile petrecute de Iisus Hristos în mormânt.

### Reforma protestantă
Martin Luther a reluat explicațiile lui Augustin și a privit actul botezului drept împlinirea vizibilă a promisiunii iertării păcatelor. Botezul este o alianță cu Dumnezeu. Cel nou botezat făgăduiește să încerce zilnic să se îndepărteze de păcat. La început, apa botezului a fost pentru Luther doar un simbol al certitudinii mântuirii pe care o obținea cel botezat, mai târziu, în lupta contra spiritualismului radical protestant, a început să accentueze caracterul vindecător al apei botezului. Luther a accentuat, în mod deosebit, că botezul nu este doar un act singular, ci se repetă în reînnoirea spirituală zilnică a persoanei: 
„Astfel pocăința nu este altceva decât reîntoarcerea și intrarea în (baia) botezului, căci se reia și se face (din nou) ceea ce s-a început (pocăința) și nu s-a împlinit.”—Martin Luther 
Și reformatorul din Zürich, Ulrich Zwingli, numără botezul împreună cu împărtășania între sacramentele bisericii. Sacramentele sunt pentru el doar simboluri care indică spre o realitate ascunsă în spatele lor. Această realitate este mai importantă decât simbolul. (este vorba de așa-numitul realism filosofic). Apa botezului nu curăță ea însăși păcatele, ci doar indică spre lucrarea mântuitoare a duhului care acționează în interiorul omului. Cu aceasta Zwingli părăsește poziția oficială de până atunci a bisericii și chiar linia argumentativă a lui Luther care vedea actul botezului drept mijlocul de manifestare a harului divin.
El ia, totodată, atitudine și împotriva anabaptiștilor, care făceau recurs la argumentația lui, în două feluri:
1. Botezul este în conformitate cu Noul Testament un simbol al legământului, prin care se arată că cel botezat aparține lui Dumnezeu. În analogie cu semnul legământului vechi-testamentar, circumcizia,  părinții noului popor al lui Dumnezeu au datoria de își boteza copii, căci copiii părinților creștini aparțin deja lui Dumnezeu. Părinții trebuie, la fel ca în Vechiul Testament, să își educe copii în conformitate cu învățătura creștină.
2. Încheierea legământului ca expresie al milosteniei lui Dumnezeu  există permanent înaintea credinței individuale, astfel că anabaptiștii răstălmăcesc în chip inacceptabil ordinea lăsată chiar de Dumnezeu:  „Încheierea Legământului – Predestinarea – Apartenența la poporul lui Dumnezeu – Credința“.

Accentuarea ideii legământului, cu relaționare la Vechiul și la Noul Testament, trasează până astăzi înțelegerea și practica botezului în bisericile reformate.
Johannes Calvin continuă teologia legământului dezvoltată de Zwingli. El numește botezul în catehismul pe care l-a tipărit la Geneva drept un semn extern pentru noi al bunăvoinței dumnezeiești și un „zălog“ al milei lui Dumnezeu. Calvin nu considera botezul ca fiind necesar pentru mântuire. Catehismul din Heidelberg îl definește drept „renaștere din apă și din duh“ astfel
„că el (Hristos) vrea să ne asigure prin acest gaj dumnezeiesc și semn al adevărului, că suntem curățați într-adevăr duhovnicește  de păcate, după cum trupește suntem curățați de apă”
Învățătura despre botez a anabaptiștilor este o dezvoltare a anumitor aspecte din învățătura lui Zwingli. Și pentru aceștia botezul este doar un simplu simbol al legământului pe care în încheie Dumnezeu cu omul și omul cu Dumnezeu. După înțelegerea lor, Dumnezeu oferă tuturor oamenilor - în persoana lui Iisus Hristos cel răstignit și înviat - "Noul Legământ". Prin predicarea evangheliei este răspândită printre oameni această ofertă. Botezul este, în conformitate cu această teologie, un semn extern instituit de Iisus Hristos prin care omul își manifestă acordul de a încheia un legământ cu Dumnezeu.
Alte mișcări care s-au opus anabaptiștilor ca cea a spiritualiștilor au respins, asemeni catarilor, botezul cu apă. Interesul lor era orientat spre botezul duhului.
Reacția catolică la aceste teorii protestante a dus la o nouă redefinire a învățăturii scolastice despre botez la conciliul din Trient. Acolo s-a hotărât obligativitatea botezului copiilor din punct de vedere al disciplinei bisericești. Ea trebuia să reprezinte simbolic integrarea în comuniunea bisericească după care copiii trebuie sa fie educați conștient spre învățarea valorilor creștine.

### Perioada modernă
În perioada iluministă întrebările botezului nu mai sunt adresate copilului adus la botez, ci părinților acestuia. Teologii raționaliști au înțeles botezul ca fiind „introducerea în religia adevărată”.
O parte din bisericile libere nu au mai practicat botezul. Pe când quaker-ii (tremurătorii) privesc botezul cu apă drept un fapt exterior care ar putea fi ignorat, armata mântuirii, deoarece se auto-înțelege drept o mișcare de trezire a conștiințelor, renunță la botezul cu apă. Cine totuși simte nevoia să se boteze cu apă este trimis la una din bisericile neoprotestante care mai păstrează acest ritual.
Mișcarea penticostală propovăduiește o dobândire a mântuirii în trepte, în care, după pocăință, urmează botezul cu apă care trebuie completat în interiorul sufletului de un botez al Duhului.
Carl Heinz Ratschow, un filosof luteran, a argumentat că botezul derivă din spălările rituale prezente și în alte religii și a deschis astfel cadre interpretative mai largi care să lămurească însemnătatea religioasă a apei.

## Botezul astăzi
Botezul în zilele noastre se bazează la toate confesiunile creștine pe aceleași referințe scripturale, înțelegerea teologică a botezului este însă foarte diferită. Aceasta a condus printre altele la forme diferite de pregătire pentru botez, la forme diferite de executare a ritualului și la consecințe diferite ale urmărilor pe care un botez le-ar putea avea.

### Botezul copiilor – Botezul credincioșilor

Botezul unui prunc.

În practică, botezul se deosebește, în general, în funcție de vârsta pe care o au cei chemați la botez între:

#### Botezul sugarilor, respectiv al copiilor mici
Cea mai mare parte a creștinismului practică, de regulă, botezul copiilor (pedobaptism). Pentru aceasta nașii de botez și/sau părinții trupești mărturisesc în locul copilului sau în nume propriu credința în Iisus Hristos și făgăduiesc o creștere creștinească a copilului. La protestanți și romano-catolici acest act primește asentimentul conștient al celui botezat prin confirmare (mirungere), care are loc după ce mărturisesc ei înșiși credința în Iisus Hristos.

#### Botezul adulților, respectiv al credincioșilor

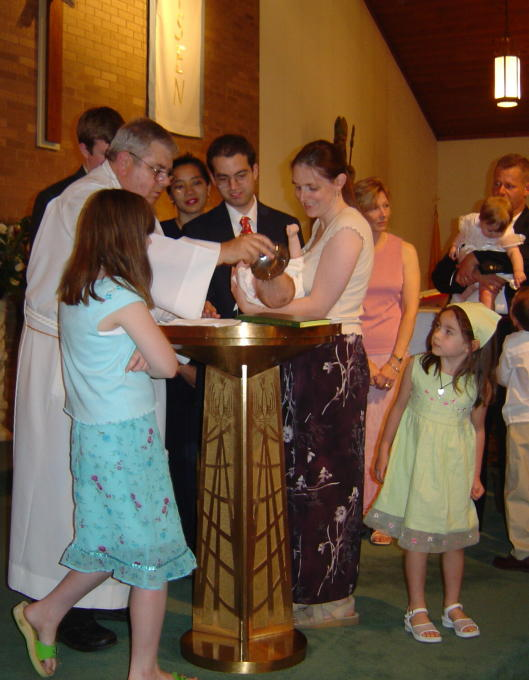
Apa este turnată pe capul unui copil ținut deasupra cristelniței într-o biserică romano-catolică

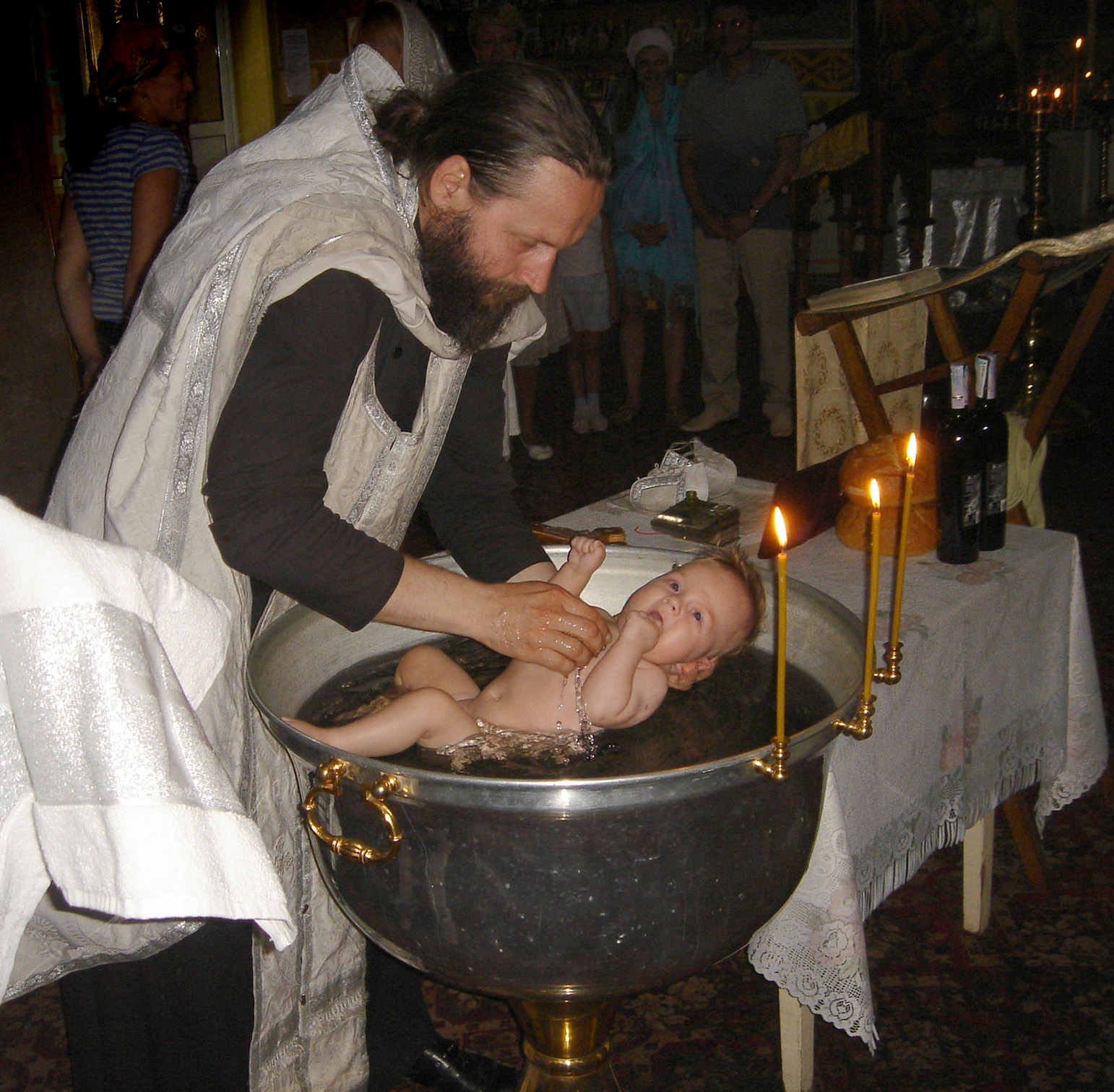
Botez prin imersiune după ritualul ortodox

Botezarea credincioșilor adulți este practicată în toate bisericile. În aceasta catehumenul dorește el însuși primirea botezului. Cu acest prilej el mărturisește public credința în Iisus Hristos. În unele confesiuni, așa-numitele confesiuni baptismale, aceasta este singura formă de botez permisă. O parte din aceste confesiuni recunosc ca valid botezul altora la convertirea unor credincioși, când botezul a fost realizat cu mărturisirea credinței în Hristos, și astfel - în bună parte, postfactum - o recunoaștere a a validității botezului copiilor sau sugarilor. Aceste comunități nu săvârșesc, însă, un botez al copiilor. Alte confesiuni baptismale văd în botezul copiilor o faptă nefundamentată biblic, deci o lucrare fără urmări în planul mântuirii. Ele așteaptă ca cel botezat în copilărie să se reboteze din nou în momentul convertirii, acesta fiind, din punctul lor de vedere, primul și singurul botez adevărat.
În Biserica Romano-Catolică credința este o condiție a botezului. Copiii mici (botezați înainte de a împlini 7 ani) nefiind în măsură să-și afirme credința, sunt reprezentați de nași în dialogul premergător botezului, care se obligă să fie un exemplu creștinesc pentru noul botezat.

### Ritualul Botezului
Elementul exterior și vizibil al botezului care are o importanță covârșitoare este apa. Forma efectuării botezului în antichitatea creștină, care actualizează sacramental respectiv reprezintă simbolic „împreună-îngroparea și împreună-învierea cu Iisus Hristos”, este încă folosită de bisericile ortodoxe răsăritene, bisericile necalcedoniene, de baptiști, de martorii lui Iehova și alte culte neoprotestante. Imaginea baptisteriului din Subaita ne oferă o imagine clară a modului efectuării botezului în biserica veche.
Conferința Episcopilor Catolici Germani a declarat, referindu-se la întreita scufundare, următoarele : „Se poate boteza prin scufundare sau prin udare Botezul prin scufundare este mai potrivit pentru a exprima participarea la moartea și învierea lui Hristos. Comportamentul (sacerdoților) noștri va rămâne la botezul prin udare.” Bisericile răsăritului rămân ancorate în tradiția botezării prin scufundare chiar și în cazul copiilor mici.
Anabaptiștii din perioada reformei au botezat aproape fără excepție prin udare. Menoniții, care au fost urmașii acestora, practică, totuși, la cererea credincioșilor, sau după normele constitutive ale parohiei, botezul prin scufundare (Immersion), udare (Affusion) sau stropire (Aspersion).. Botezul prin scufundare poate fi efectuat și în afara clădirii bisericii, în lacuri sau râuri. Botezul prin scufundare redevine actual în mediul protestant prin mișcarea pietistă și, mai târziu, prin baptiști și alte grupări neoprotestante. Astăzi este practicată în majoritatea comunităților bisericești baptismale.

### Formula de botezare
Cu privire la formula de botezare există doar deosebiri minore în formula de introducere a botezului, pe când continuarea ei ...numele Tatălui și al Fiului și al Sfântului Duh/Spirit este identică în majoritatea bisericilor și confesiunilor creștine.
În Biserica Ortodoxă introducerea se face cu cuvintele Se botează robul lui Dumnezeu N.N., în numele Tatălui. Amin. și al Fiului. Amin. și al Sfântului Duh. Amin. acum și pururea și în vecii vecilor. Amin., în cea romano-catolică și în cea anglicană se folosesc cuvintele N.N., eu te botez pe tine în... , iar în cea evanghelică se folosește traducerea lui Martin Luther N.N., eu te botez întru numele ....
În textul grecesc original (de ex. Mt. 28, 18-20) prepoziția εις se află în acuzativ, fapt care ne arată o direcție sau un scop (în; întru, pentru). Mai clar se exprimă Apostolul Pavel în Rom 6, 3ff că fiecare care s-au botezat „în” (εις) Iisus Hristos, a fost botezat „întru moartea sa” (εις τον θανατον αυτου).
Martin Luther și alți traducători protestanți după el au redat εις cu în/întru. Deoarece această formulare este deseori confundată cu punerea numelui, de aceea comunitățile evanghelice fac în ultima perioadă recurs la versiunea latină a formulei de botez in nomine care, în traducere actuală, se exprimă prin în Numele.
Formula de botezare εις το ονομα este traducerea expresiei rabinice לשם – leschem – „in numele“. În Talmud această expresie este folosită pentru a da un sens final și a exprima o autoritate divină. În Noul Testament se extinde această formulă autoritatea numelui divin trecând și asupra persoanei lui Iisus (Ioan 14,13) 
La botezul în/întru numele Tatălui și al Fiului și al Sfântului Duh se realizează integrarea catihetului în Hristos și părtășia lui la moartea și învierea acestuia.
Câteva comunități creștine folosesc o formulă de botezare în numele lui Iisus (Hristos), fără ca aceste comunități să vadă vreo contradicție între practica lor și dispoziția de a propovădui și boteza „în numele Tatălui, și al Fiului și al Sfântului Duh” ( Matei 28). Aceste grupări argumentează cu practica creștinismului primar (de ex. Faptele Apostolilor 2, 36; 4, 12) și cu argumentul că în Evanghelia după Matei expresia „în numele” este folosită la singular.
Spre deosebire de majoritatea creștinilor, Martorii lui Iehova botează în numele lui Iehova.

### Botezul în caz de urgență
Botezul este, în mod normal, săvârșit de un preot, în cazuri de urgență, el poate fi făcut  - în biserica ortodoxă, catolică și în alte confesiuni creștine - și de către laici. Biserica romano-catolică recunoaște valabilitatea unui botez efectuat chiar de un necreștin.

## Particularități confesionale

### Botezul protestant
Toate bisericile creștine protestante cunosc botezul cu apă ca semn exterior al legământului pe care credinciosul îl face cu Mântuitorul lui. Ca particularitate a Bisericii Adventiste de ziua a Șaptea amintesc formula cea ma des folosită pentru botezarea viitorilor membri: „Iubite frate N.N. / Stimată soră N.N., pe temeiul mărturisirii credinței tale în Isus Hristos ca Mântuitor personal, te botez în numele Tatălui, al Fiului și a Sfântului Duh. (urmează scufundarea) Amin." Botezul este efectuat de către un pastor hirotonit, în cazuri speciale chiar nehirotonit sau chiar de către un prezbiter. Procedura este prin scufundare, candidatul fiind adolescent sau matur, botezul fiind o decizie personală.
Bisericile luterane, anglicane, reformate (precum și prezbiteriene) practică botezul infanților, metoda fiind fie stropire, fie cufundare. Termenul de botez (grecescul baptiso) este dezbătut, dacă implică în mod necesar sau nu cufundarea. Bisericile ce practică botezul infaților aducând adesea ca argument Marcu7:4 sau Luca 1:41. Arătând că termenul de botez nu implică mereu cufundarea și că este posibil pentru un infant să aibă credintă. 

## Discuțiile ecumenice
Comunitatea Bisericilor Protestante din Euroapa a publicat un volum cu titlul "Botezul în viața Bisericii", cuprinzând documente elaborate în urma dialogului cu Bisericile Ortodoxe din cadrul Consiliului European al Bisericilor, informează site-ul ceceurope.org. Documentul este o dovadă că Botezul are o semnificație centrală în viața Bisericilor Ortodoxe și Protestante din Europa. În acest volum sunt prezentate poziții teologice ale celor două confesiuni europene, dar și un istoric asupra cultului liturgic al Botezului. Volumul "Botezul în viața Bisericii" cuprinde documentele mai multor conferințe ținute între protestanți și ortodocși, cum a fost cea de la Viena din 2008, Chania, 2002, Wittenberg, 2004, și Istanbul, 2006. Editorii, Michael Beintker și părintele Viorel Ioniță, director de studii în Consiliul Bisericilor Europene de la Geneva, explică toate etapele acestui dialog în volum. Din partea Bisericii Ortodoxe, Mitropolitul Ghenadie de Sassima și părintele profesor Nicolae Moșoiu, de la Facultatea de Teologie Ortodoxă din Sibiu, au prezentat învățătura ortodoxă despre Botez împreună cu semnificația ecclesiologică și mistică a acestei sfinte taine. Poziția luteranilor este prezentată de profesorii Friederike Nüssel - Universitatea din Heidelberg, și Martin Wallraff - Universitatea din Basel. (M. Nedelcu)

## Literatură
- André Benoît, Charles Munier: Die Taufe in der alten Kirche (1.-3. Jahrhundert), Editura P. Lang, 1994, 276.ISBN 3-906752-43-7, ISBN 978-3-906752-43-3